# Lijst van presidenten van Kazachstan
Hieronder staat een chronologische lijst van presidenten van Kazachstan.

## Functie
De president van Kazachstan fungeert als staatshoofd en oppercommandant van het Kazachse leger. Volgens de grondwet wordt hij verkozen voor een termijn van vijf jaar. De president is één keer herkiesbaar. Deze regel gold echter niet voor de eerste president, zijnde Noersoeltan Nazarbajev.

## President van Kazachstan (1990-heden)
| President | President                     | Ambtstermijn  | Ambtstermijn  | Partij             |
| --------- | ----------------------------- | ------------- | ------------- | ------------------ |
|           | Noersoeltan Nazarbajev (1940) | 24 april 1990 | 20 maart 2019 | CPK Otan Noer Otan |
|           | Kassim-Zjomart Tokajev (1953) | 20 maart 2019 | heden         | Amanat             |